# Gueorgui Langemak
Gueorgui Erikhovitch Langemak (en russe : Георгий Эрихович Лангемак), né le 8 juillet 1898 à Starobielsk (aujourd'hui oblast de Kharkiv, en Ukraine) et décédé le  11 janvier 1938, est un pionnier soviétique dans le domaine des fusées. Il est le concepteur avec Sergueï Korolev de la fusée non guidée katioucha, une arme qui sera surnommée durant la Seconde Guerre mondiale « orgues de Staline » par les soldats allemands. Il périt en 1938 victime des purges staliniennes. 

## Membre du GDL
Langemak est le fils d'un haut fonctionnaire russe d'origine allemande (Erich Langemak) et d'une enseignante d'origine suisse. Il fait des études brillantes et se destine à la philologie japonaise lorsqu'il est mobilisé en 1916.
Langemak travaille à partir de 1928 à Leningrad, au Laboratoire de dynamique des gaz (Газодинамическая лаборатория, ГДЛ, Gazodinamitcheskaïa laboratoria, GDL), qui se consacre au développement de la propulsion des fusées. Dirigé par Nikolaï Tikhomirov, le GDL a été créé en 1921 initialement à Moscou pour mener des recherches sur les projectiles propulsés par fusée. Langemak devient dans ce laboratoire un des spécialistes dans le domaine de la propulsion à propergol solide.

## Mise au point des katiouchas
Certains militaires soviétiques et en particulier le maréchal Mikhaïl Toukhatchevski prirent conscience du potentiel des fusées. Toukhatchevski œuvra pour rapprocher le GDL et la section moscovite du GIRD, un bureau d'études dirigé par Sergueï Korolev travaillant sur les lanceurs. En septembre 1933, les deux structures sont réunies au sein de l'Institut de recherche scientifique sur les moteurs à réaction (Реактивный научно-исследовательский институт, РНИИ ; Reaktivny naoutchno-issledovatelski institout, RNII). Le nouvel ensemble est dirigé par l'ancien responsable du GDL Ivan Kleïmenov, qui a succédé à Tikhomirov, avec comme adjoint Korolev. 
Peu après la création du RNII, à la suite d'une dispute entre Korolev et Kleïmenov sur les objectifs de l'Institut, Langemak remplace Korolev dans le poste d'adjoint ce qui sauvera sans doute la vie de Korolev par la suite. Langemak et Korolev développèrent ensemble au cours des années suivantes les fusées propulsées non guidées qui donnèrent naissance aux roquettes Katioucha, déployées avec succès durant la Seconde Guerre mondiale contre les soldats allemands qui les baptisèrent « orgues de Staline ».

## Victime des purges staliniennes
En 1937, les purges staliniennes frappent aveuglément les principaux membres du RNII. Le bureau d'études est placé sous surveillance par le NKVD, car son patronage par Toukhatchevski, l'une des premières victimes des purges, le rend suspect. Un des ingénieurs du RNII qui brigue sa direction rédige de fausses accusations contre les responsables du RNII : Ivan Kleïmenov et son adjoint Langemak sont arrêtés le 2 novembre 1937 sous l'accusation de déviationnisme trotskyste. Langemak avoue ses « crimes » sous la torture et sans doute aussi dans l'espoir d'éviter une condamnation à mort. Il dénonce à son tour Valentin Glouchko et Korolev. Langemak est condamné à mort le 11 janvier 1938 pour « participation à une organisation terroriste anti-soviétique » et exécuté le même jour à Kommounarka, près de Moscou.
Gueorgui Langemak est réhabilité à titre posthume en novembre 1955.

## Honneurs posthumes
En 1970, un cratère sur la Lune est baptisé Langemak en son honneur. Le 21 juin 1991, il reçoit à titre posthume le titre de Héros de l'Union soviétique (médaille no 21113) et l'ordre de Lénine. 

## Sources
- (en) Asif A. Siddiqi, Spoutnik and the soviet space challenge, University Press of Florida, 2003, 527 p. (ISBN 978-0-8130-2627-5)